# Listă de bacterii

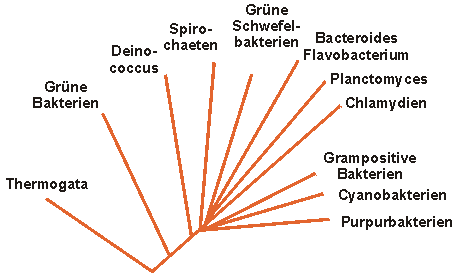
Arborele geneaologic (filogeneză) a bacteriiilor

## Proteobacterii
| A 1. ▪ Acetobacter 2. ▪ Acetobacteraceae 3. ▪ Acidithiobacillales 4. ▪ Acidithiobacillus 5. ▪ Acinetobacter 6. ▪ Aeromonadales 7. ▪ Aeromonas 8. ▪ Agrobacterium tumefaciens 9. ▪ Alcanivorax borkumensis 10. ▪ Alphaproteobacteria 11. ▪ Alteromonadales 12. ▪ Anaplasmataceae 13. ▪ Azotobacter B 1. ▪ Bartonella henselae 2. ▪ Bartonella quintana 3. ▪ Bdellovibrio 4. ▪ Betaproteobacteria 5. ▪ Bordetella bronchiseptica 6. ▪ Bordetella parapertussis 7. ▪ Bordetella pertussis 8. ▪ Bordetellen 9. ▪ Bradyrhizobium japonicum 10. ▪ Brucellen 11. ▪ Brunnenfaden 12. ▪ Burkholderiales C 1. ▪ Campylobacter 2. ▪ Campylobacter fetus 3. ▪ Campylobacter jejuni 4. ▪ Cardiobacteriaceae 5. ▪ Caulobacteraceae 6. ▪ Chromatiaceae 7. ▪ Chromatiales 8. ▪ Citrobacter 9. ▪ Cowdria ruminantium | D 1. ▪ Deltaproteobacteria 2. ▪ Desulfoarculaceae 3. ▪ Desulfobacteraceae 4. ▪ Desulfobacterales 5. ▪ Desulfobulbaceae 6. ▪ Desulfovibrionales 7. ▪ Desulfurellaceae 8. ▪ Desulfuromonadales E 1. ▪ E. coli XL1-red 2. ▪ Ectothiorhodospiraceae 3. ▪ Edwardsiella 4. ▪ Ehrlichia 5. ▪ Ehrlichiaceae 6. ▪ Enterobacter 7. ▪ Enterobakterien 8. ▪ Enterohämorrhagische Escherichia coli 9. ▪ Epsilonproteobacteria 10. ▪ Erwinia 11. ▪ Erythrobacteraceae 12. ▪ Escherichia 13. ▪ Escherichia coli G 1. ▪ Gammaproteobacteria H 1. ▪ Haemophilus 2. ▪ Hafnia 3. ▪ Halothiobacillaceae 4. ▪ Halothiobacillus 5. ▪ Helicobacter 6. ▪ Helicobacter hepaticus 7. ▪ Helicobacter pylori 8. ▪ Holosporaceae 9. ▪ Hydrogenophilaceae | K 1. ▪ Klebsiella 2. ▪ Knöllchenbakterien L 1. ▪ Legionella pneumophila 2. ▪ Legionellales 3. ▪ Legionellen M 1. ▪ Magnetospirillum magnetotacticum 2. ▪ Meningokokken 3. ▪ Methylococcaceae 4. ▪ Methylophilaceae 5. ▪ Myxobacteria 6. ▪ Myxococcales 7. ▪ Myxococcus xanthus N 1. ▪ Neisseria 2. ▪ Neisseria gonorrhoeae 3. ▪ Neisseriaceae 4. ▪ Nitrobacter 5. ▪ Nitrosomonadales 6. ▪ Nitrosomonas O 1. ▪ Oceanospirillales P 1. ▪ Paracoccus denitrificans 2. ▪ Parvularcula bermudensis 3. ▪ Pasteurellaceae 4. ▪ Pelagibacter ubique 5. ▪ Proteus mirabilis 6. ▪ Providencia (Bakterie) 7. ▪ Pseudomonadaceae 8. ▪ Pseudomonadales 9. ▪ Pseudomonas 10. ▪ Pseudomonas aeruginosa 11. ▪ Purpurbakterien |

| R 1. ▪ Rhizobiaceae 2. ▪ Rhizobiales 3. ▪ Rhodobacteraceae 4. ▪ Rhodobacterales 5. ▪ Rhodocyclaceae 6. ▪ Rhodospirillaceae 7. ▪ Rhodospirillales 8. ▪ Rickettsiaceae 9. ▪ Rickettsiales 10. ▪ Rickettsien | S 1. ▪ Salmonellen 2. ▪ Serratia marcescens 3. ▪ Shigella 4. ▪ Shigella dysenteriae 5. ▪ Sphingomonadaceae 6. ▪ Sphingomonadales 7. ▪ Spirillen 8. ▪ Syntrophobacterales | T 1. ▪ Thiomargarita namibiensis 2. ▪ Thiotrichales V 1. ▪ Vibrio cholerae 2. ▪ Vibrio fischeri 3. ▪ Vibrionaceae 4. ▪ Vibrionen W 1. ▪ Wolbachia 2. ▪ Wolinella | X 1. ▪ Xanthomonadaceae 2. ▪ Xanthomonas Y 1. ▪ Yersinia 2. ▪ Yersinia enterocolitica 3. ▪ Yersinia pestis 4. ▪ Yersinia pseudotuberculosis Z 1. ▪ Zymomonas mobilis |

## Bacterii
| A 1. ▪ Acidobacteria 2. ▪ Actinobacteria 3. ▪ Actinomycetales 4. ▪ Aktinomyzeten 5. ▪ Alicyclobacillaceae 6. ▪ Amycolatopsis 7. ▪ Anabaena 8. ▪ Aphanizomenon 9. ▪ Arthrobacter B 1. ▪ Bacillaceae 2. ▪ Bacillales 3. ▪ Bacilli 4. ▪ Bacillus anthracis 5. ▪ Bacillus cereus 6. ▪ Bacillus megaterium 7. ▪ Bacillus natto 8. ▪ Bacillus stearothermophilus 9. ▪ Bacillus subtilis 10. ▪ Bacillus thuringiensis 11. ▪ Bacteroides 12. ▪ Bacteroides fragilis 13. ▪ Bazillus 14. ▪ Bifidobacterium 15. ▪ Borrelien 16. ▪ Brevibacterium 17. ▪ Brevibacterium linens | C 1. ▪ Chlamydia trachomatis 2. ▪ Chlamydien 3. ▪ Chlamydophila pneumoniae 4. ▪ Chlamydophila psittaci 5. ▪ Chroococcidiopsis 6. ▪ Clostridia 7. ▪ Clostridien 8. ▪ Clostridium botulinum 9. ▪ Clostridium difficile 10. ▪ Clostridium perfringens 11. ▪ Clostridium septicum 12. ▪ Clostridium tetani 13. ▪ Clostridium tyrobutyricum 14. ▪ Corynebacterium 15. ▪ Corynebacterium diphtheriae 16. ▪ Corynebacterium glutamicum 17. ▪ Cristispira 18. ▪ Cryptozoon 19. ▪ Cyanobakterien | D 1. ▪ Dehalococcoides 2. ▪ Deinococcus radiodurans 3. ▪ Deinococcus radiophilus 4. ▪ Deinococcus-Thermus 5. ▪ Desulforudis audaxviator E 1. ▪ Enterococcaceae 2. ▪ Enterococcus faecalis 3. ▪ Enterokokken F 1. ▪ Firmicutes 2. ▪ Frankia 3. ▪ Frankiaceae G 1. ▪ Gardnerella vaginalis 2. ▪ Grüne Nichtschwefelbakterien 3. ▪ Grüne Schwefelbakterien H 1. ▪ Helicobacter pylori 2. ▪ Hydrocarbonoclastic Bacteria | L 1. ▪ Lactobacillaceae 2. ▪ Lactobacillus acidophilus 3. ▪ Lactobacillus delbrueckii subspecies bulgaricus 4. ▪ Lactococcus 5. ▪ Leuconostoc 6. ▪ Leuconostoc mesenteroides 7. ▪ Leuconostocaceae 8. ▪ Listeria monocytogenes 9. ▪ Listerien M 1. ▪ MOTT 2. ▪ Micrococcus luteus 3. ▪ Mikrokokken 4. ▪ Milchsäurebakterien 5. ▪ Mollicutes 6. ▪ Mycobacterium avium 7. ▪ Mycobacterium bovis 8. ▪ Mycobacterium leprae 9. ▪ Mycobacterium paratuberculosis 10. ▪ Mycobacterium tuberculosis 11. ▪ Mycobacterium ulcerans 12. ▪ Mycoplasmatales 13. ▪ Mykobakterien 14. ▪ Mykoplasmen |

| N 1. ▪ Nocardia 2. ▪ Nostoc O 1. ▪ Oenococcus oeni 2. ▪ Oscillatoria P 1. ▪ Paenibacillaceae 2. ▪ Planctomyceten 3. ▪ Pneumokokken 4. ▪ Prochlorococcus 5. ▪ Propionibakterien R 1. ▪ Ruminococcus | S 1. ▪ Shigella 2. ▪ Spirochaeta 3. ▪ Spirochäten 4. ▪ Spirulina 5. ▪ Staphylococcaceae 6. ▪ Staphylococcus aureus 7. ▪ Staphylococcus epidermidis 8. ▪ Staphylokokken 9. ▪ Streptococcaceae 10. ▪ Streptococcus agalactiae 11. ▪ Streptococcus anginosus 12. ▪ Streptococcus bovis 13. ▪ Streptococcus mutans 14. ▪ Streptococcus pneumoniae 15. ▪ Streptococcus pyogenes 16. ▪ Streptococcus salivarius 17. ▪ Streptococcus viridans 18. ▪ Streptokokken 19. ▪ Streptomyces coelicolor 20. ▪ Streptomyceten | T 1. ▪ Teichpflaume 2. ▪ Thermus aquaticus 3. ▪ Treponema 4. ▪ Treponema pallidum U 1. ▪ Ureaplasma urealyticum |